# Puchar Uzdrowisk Karpackich
La Puchar Uzdrowisk Karpackich (en español: Copa de los Carpatos) es una carrera ciclista profesional de un día polaca que se disputa en el Voivodato de Subcarpacia; en el mes de agosto, un día después del Memorial Henryka Lasaka y seis antes del Puchar Ministra Obrony Narodowej.
Se creó en 2000 y desde 2002 pasó a ser una carrera UCI de categoría 1.5 (última categoría del profesionalismo) disputándose en septiembre para pasar a disputarse en agosto desde la siguiente edición. Desde la creación de los Circuitos Continentales UCI en 2005 forma parte de UCI Europe Tour, dentro de la categoría 1.2 (igualmente última categoría del profesionalismo).

## Palmarés
| Año  | Ganador               | Segundo            | Tercero              |           |
| ---- | --------------------- | ------------------ | -------------------- | --------- |
| 1999 | Zbigniew Piątek       | Tomasz Brożyna     | Cezary Zamana        |           |
| 2000 | Piotr Wadecki         | Arkadiusz Wojtas   | Piotr Chmielewski    |           |
| 2002 | Tomasz Lisowicz       | Dariusz Skoczylas  | Zbigniew Wyrzykowski |           |
| 2003 | Ján Valach            | Roman Broniš       | Cezary Zamana        |           |
| 2004 | Arkadiusz Wojtas      | Marek Rutkiewicz   | Olexandr Klymenko    |           |
| 2005 | Radoslav Romanik      | Wojciech Pawlak    | Maroš Kováč          |           |
| 2006 | Roman Broniš          | Mart Ojavee        | Mariusz Witecki      |           |
| 2007 | Mateusz Mróz          | Kazimierz Stafiej  | Serguéi Firsánov     |           |
| 2008 | Mariusz Witecki       | Dariusz Baranowski | Maroš Kováč          |           |
| 2009 | Mathias Belka         | Jacek Morajko      | Oleksandr Sheydyk    |           |
| 2010 | Marek Rutkiewicz      | Tomasz Marczynski  | Jacek Morajko        |           |
| 2011 | Jacek Morajko         | Marek Rutkiewicz   | Kristjan Fajt        |           |
| 2012 | Sylwester Janiszewski | Steffen Radochla   | Robert Radosz        |           |
| 2013 | Adrian Honkisz        | Karel Hník         | Jacek Morajko        |           |
| 2014 | Paweł Franczak        | Adam Stachowiak    | Oleksandr Prevar     |           |
| 2015 | Adrian Honkisz        | Roman Maikin       | Łukasz Owsian        |           |
| 2016 | Antonio Parrinello    | Peeter Pruus       | Michał Podlaski      |           |
| 2017 | Maciej Paterski       | Paweł Bernas       | Marek Rutkiewicz     |           |
| 2018 | Maciej Paterski       | Michał Podlaski    | Mateusz Grabis       |           |
| 2019 | John Mandrysch        | Patrik Tybor       | Siim Kiskonen        |           |
| 2020 | cancelada             | cancelada          | cancelada            | cancelada |
| 2021 | cancelada             | cancelada          | cancelada            | cancelada |

## Palmarés por países
| País       | Victorias |
| ---------- | --------- |
| Polonia    | 13        |
| Eslovaquia | 2         |
| Alemania   | 2         |
| Italia     | 1         |